# Agonita parvula
Agonita parvula es un coleóptero de la familia Chrysomelidae.
Fue descrito científicamente por primera vez en 1890 por Gestro.